# Кафторити
Кафторитите (на иврит: כַּפְתֹּרִים или Kaphtôrı̂ym) са източносредиземноморски народ упоменат в Библията.
Според Стария завет произхода им е от Кафторим, син на Мицраим - който е един от четиримата сина на Хам.
Споменават се във Второзаконие като населяващи Газа, след като изтребили предходното поселение.
Библията приема филистимците за техни потомци (Втор. 2:23; Йер. 47:4; Амос 9:7).
Според съвременната версия за техния произход, те са преселници от минойски Крит, понеже „Кафтор“ е древното наименование именно на минойски Крит според древноегипетските текстове - kftw. Има и други версии отъждествяващи географски произхода им от Кипър, Киликия, даже и от Кападокия.
Съществуват несигурни съвременни генетични изследвания, че са с древнокритски произход.